# Murtaz Khurtsilava
Murtaz Khurtsilava   (Bandza, 5 de gener de 1943) és un exfutbolista georgià de la dècada de 1960 i entrenador.
Fou 69 cops internacional amb la selecció de la Unió Soviètica amb la qual participà en la Copa del Món de futbol de 1966 i 1970.
Pel que fa a clubs, defensà els colors de FC Dinamo Tbilisi.
El novembre de 2003 fou escollit Golden Player de la UEFA per Geòrgia.